# Garcinia garciae
Garcinia garciae är en tvåhjärtbladig växtart som beskrevs av Adolph Daniel Edward Elmer. Garcinia garciae ingår i släktet Garcinia och familjen Clusiaceae. Inga underarter finns listade i Catalogue of Life.